# Génération X (roman)
Pour les articles homonymes, voir Generation X.
Génération X (titre original : Generation X: Tales for an Accelerated Culture) est un roman de Douglas Coupland paru en 1991.

## Résumé
On suit Andy, Clair et Dag, trois personnages dans la « vingtaine » vivant à Palm Springs et qui sont sous-employés. Leur désenchantement face au monde du travail constitue l'arrière-plan d'histoires tragiques et fantastiques qu'ils se racontent les uns les autres tout au long du livre. L'auteur canadien nous livre aussi diverses réflexions imprimées dans les marges du livre, ce qui fait deux lectures en une. Il s'agit d'un livre cynique qui décrit de façon très satirique la société nord-américaine de la fin du XXe siècle.[réf. nécessaire]